# Vall Cenischia
La Vall Cenischia (arpità Vâl Cenischia) és una petita vall de la província de Torí, al costat de la Vall de Susa, una de les Valls arpitanes del Piemont. És travessada pel riu Cenischia i és formada pels municipis de Mompantero, Venaus, Novalesa i Moncenisio.

## Geografia
Comença per la ciutat de Susa fins al municipi de Mompantero i després d'arribar a Venaus encara al fons de la vall surt cap a Novalesa i el petit poble de Moncenisio, a la frontera amb França. La vall és situada entre l'imponent Rocciamelone i el massís del Moncenisio.

## Història
Des de temps històrics, la vall ha estat una important via de comunicacions per travessar els Alps perquè porta al Pas del Mont Cenis, que actualment es pot recórrer per la carretera estatal 25 de Mont Cenis. Duran un breu temps en el segle xix hi va haver un ferrocarril pel mateix tram de la carretera.

## Llocs d'interès
- Abadia de Novalesa